# Discografia de Judas Priest
A discografia da banda britânica de heavy metal de Judas Priest consiste em dezessete álbuns de estúdio, cinco ao vivo, sete coletâneas, nove álbuns de vídeo, trinta e três, dezessete videoclipes e dois box sets. Foram formados em 1970 em Birmingham pelo vocalista  Al Atkins, o baixista Ian Hill, o guitarrista K. K. Downing e o baterista John Ellis originalmente sob o nome Freight, que logo foi alterado para o atual, inspirados pela canção "The Ballad of Frankie Lee and Judas Priest" do cantor Bob Dylan. Após algumas mudanças na formação, finalmente em 1974 lançarm seu primeiro disco, Rocka Rolla, já com a presença do segundo guitarrista  Glenn Tipton e do vocalista Rob Halford.

## Álbuns

### Álbuns de estúdio
| Ano                                                                                    | Detalhes do álbum | Melhor posição nas paradas | Melhor posição nas paradas | Melhor posição nas paradas | Melhor posição nas paradas | Melhor posição nas paradas | Melhor posição nas paradas | Melhor posição nas paradas | Melhor posição nas paradas | Melhor posição nas paradas | Melhor posição nas paradas | Melhor posição nas paradas | Melhor posição nas paradas | Certificações (Limiares de vendas)     |
| Ano                                                                                    | Detalhes do álbum | UK                         | AUT                        | CAN                        | DEN                        | ESP                        | FIN                        | FRA                        | GER                        | NOR                        | SWE                        | SWI                        | US                         | Certificações (Limiares de vendas)     |
| -------------------------------------------------------------------------------------- | --- | -------------------------- | -------------------------- | -------------------------- | -------------------------- | -------------------------- | -------------------------- | -------------------------- | -------------------------- | -------------------------- | -------------------------- | -------------------------- | -------------------------- | -------------------------------------- |
| 1974                                                                                   | Rocka Rolla - Lançamento: 6 de setembro de 1974 - Gravadora: Gull (#1005) - Formato: CD, cassette, LP                               | —                          | —                          | —                          | —                          | —                          | —                          | —                          | —                          | —                          | —                          | —                          | —                          |                                        |
| 1976                                                                                   | Sad Wings of Destiny - Lançamento: 23 de março de 1976 - Gravadora: Gull (#1015) - Formato: CD, cassete, LP                         | —                          | —                          | —                          | —                          | —                          | —                          | —                          | —                          | —                          | —                          | —                          | —                          |                                        |
| 1977                                                                                   | Sin After Sin - Lançamento: 23 de abril de 1977 - Gravadora: Columbia (#32005) - Formato: CD, cassete, LP                           | 23                         | —                          | —                          | —                          | —                          | —                          | —                          | —                          | —                          | 49                         | —                          | —                          | : Ouro                                 |
| 1978                                                                                   | Stained Class - Lançamento: 10 de fevereiro de 1978 - Gravadora: Columbia (#82430) - Formato: CD, cassette, LP                      | 27                         | —                          | —                          | 45                         | —                          | —                          | —                          | —                          | —                          | —                          | —                          | 173                        | : Ouro                                 |
| 1978                                                                                   | Killing Machine/Hell Bent for Leather - Lançamento: 9 de outubro de 1978 - Gravadora: Columbia (#83135) - Formato: CD, cassette, LP | 32                         | —                          | 22                         | 6                          | —                          | —                          | —                          | 8                          | 9                          | 19                         | 7                          | 128                        | : Ouro                                 |
| 1980                                                                                   | British Steel - Lançamento: 14 de abril de 1980 - Gravadora: Columbia (#84160) - Formato: CD, cassette, LP                          | 4                          | —                          | 45                         | 6                          | 55                         | 46                         | —                          | 59                         | 21                         | 20                         | 92                         | 34                         | : Platina : Ouro : Prata : Ouro : Ouro |
| 1981                                                                                   | Point of Entry - Lançamento: 26 de fevereiro de 1981 - Gravadora: Columbia (#84834) - Formato: CD, cassette, LP                     | 14                         | —                          | 42                         | —                          | —                          | —                          | —                          | 19                         | 32                         | 14                         | —                          | 39                         | : Ouro : Prata                         |
| 1982                                                                                   | Screaming for Vengeance - Lançamento: 17 de julho de 1982 - Gravadora: Columbia (#85941) - Formato: CD, cassette, LP                | 11                         | —                          | 17                         | —                          | 84                         | —                          | —                          | 23                         | 26                         | 12                         | —                          | 17                         | : 2× Platina : Platina : Ouro : Ouro   |
| 1984                                                                                   | Defenders of the Faith - Lançamento: 4 de janeiro de 1984 - Gravadora: Columbia (#25713) - Formato: CD, cassette, LP                | 19                         | —                          | 17                         | 9                          | —                          | —                          | —                          | 21                         | 17                         | 2                          | 12                         | 18                         | : Platina : Platina : Ouro             |
| 1986                                                                                   | Turbo - Lançamento: 15 de abril de 1986 - Gravadora: Columbia (#26641) - Formato: CD, cassette, LP                                  | 33                         | —                          | 3                          | 2                          | —                          | —                          | —                          | 28                         | 13                         | 10                         | 2                          | 17                         | : Platina : Platina : Ouro             |
| 1988                                                                                   | Ram It Down - Lançamento: 17 de maio de 1988 - Gravadora: Columbia (#44244) - Formato: CD, cassette, LP                             | 24                         | 14                         | 3                          | 12                         | —                          | —                          | —                          | 9                          | 5                          | 5                          | 8                          | 31                         | : Ouro : Ouro                          |
| 1990                                                                                   | Painkiller - Lançamento: 3 de setembro de 1990 - Gravadora: Columbia (#46891) - Formato: CD, cassette, LP                           | 26                         | 22                         | 29                         | —                          | —                          | —                          | —                          | 7                          | 19                         | 19                         | 14                         | 26                         | : Ouro : Ouro                          |
| 1997                                                                                   | Jugulator - Lançamento: 28 de outubro de 1997 - Gravadora: CMC International (#86224) - Formato: CD, cassette, LP                   | —                          | 34                         | 87                         | —                          | —                          | 24                         | —                          | 9                          | —                          | 33                         | 43                         | 82                         |                                        |
| 2001                                                                                   | Demolition - Lançamento: 31 de julho de 2001 - Gravadora: Atlantic (#83480) - Formato: CD, cassette, LP                             | —                          | 50                         | —                          | —                          | 7                          | 6                          | 72                         | 16                         | —                          | 55                         | 72                         | 165                        |                                        |
| 2005                                                                                   | Angel of Retribution - Lançamento: 28 de fevereiro de 2005 - Gravadora: Epic (#92933) - Formato: CD, DualDisc, LP                   | 39                         | 10                         | —                          | 19                         | 6                          | 6                          | 43                         | 5                          | 6                          | 3                          | 19                         | 13                         |                                        |
| 2008                                                                                   | Nostradamus - Lançamento: 17 de junho de 2008 - Gravadora: Epic - Formato: CD, LP                                                   | 30                         | 13                         | 9                          | 17                         | 26                         | 3                          | 38                         | 5                          | 12                         | 5                          | 12                         | 11                         |                                        |
| 2014                                                                                   | Redeemer of Souls - Lançamento: 11 de julho de 2014 - Gravadora: Sony Music Entertainment - Formato: CD                             | 12                         | 6                          | 5                          | 9                          | 9                          | 1                          | 22                         | 3                          | 3                          | 5                          | 6                          | 6                          |                                        |
| 2018                                                                                   | Firepower - Lançamento: 9 de Março de 2018 - Gravadora: Epic - Formato: CD                                                          | —                          | —                          | —                          | —                          | —                          | —                          | —                          | —                          | —                          | —                          | —                          | —                          |                                        |
| "—" significa que o álbum não chegou às paradas ou não foi lançado no país em questão. | |                            |                            |                            |                            |                            |                            |                            |                            |                            |                            |                            |                            |                                        |

### Álbuns ao vivo
| Ano  | Detalhes do álbum                                                                                       | Melhor posição nas paradas | Melhor posição nas paradas | Melhor posição nas paradas | Melhor posição nas paradas | Melhor posição nas paradas | Melhor posição nas paradas | Melhor posição nas paradas | Melhor posição nas paradas | Certificações |
| Ano  | Detalhes do álbum                                                                                       | UK                         | AUT                        | CAN                        | GER                        | NOR                        | SWE                        | SWI                        | US                         | Certificações |
| ---- | --- | -------------------------- | -------------------------- | -------------------------- | -------------------------- | -------------------------- | -------------------------- | -------------------------- | -------------------------- | ------------- |
| 1979 | Unleashed in the East - Lançamento: October de 1979 - Gravadora: Columbia Records - Formato: CD, CS, LP | 10                         | —                          | 73                         | —                          | —                          | —                          | —                          | 70                         | : Platina     |
| 1987 | Priest...Live! - Lançamento: 21 de junho de 1987 - Gravadora: Columbia Records - Formato: CD, CS, LP    | 47                         | 22                         | 39                         | 23                         | 16                         | 19                         | 18                         | 38                         | : Ouro : Ouro |
| 1998 | '98 Live Meltdown - Lançamento: 29 de setembro de 1998 - Gravadora: SPV GmbH - Formato: CD, CS, LP      | —                          | —                          | —                          | 63                         | —                          | —                          | —                          | —                          |               |
| 2003 | Live in London - Lançamento: 8 de abril de 2003 - Gravadora: SPV - Formato: CD, LP                      | —                          | —                          | —                          | 54                         | —                          | —                          | —                          | —                          |               |
| 2009 | A Touch of Evil: Live - Lançamento: 14 de julho de 2009 - Gravadora: Sony - Formato: CD                 | —                          | —                          | —                          | —                          | —                          | —                          | —                          | 87                         |               |

### Coletâneas
| Ano  | Detalhes do álbum | Melhor posição nas paradas | Melhor posição nas paradas | Melhor posição nas paradas | Melhor posição nas paradas | Melhor posição nas paradas | Melhor posição nas paradas |
| Ano  | Detalhes do álbum | UK                         | FIN                        | GER                        | SWE                        | SWI                        | US                         |
| ---- | --- | -------------------------- | -------------------------- | -------------------------- | -------------------------- | -------------------------- | -------------------------- |
| 1978 | The Best of Judas Priest - Lançamento: Fevereiro de 1978 - Gravadora: Gull - Formato: LP                                                 | —                          | —                          | —                          | —                          | —                          | —                          |
| 1981 | Hero, Hero - Lançamento: — - Gravadora: Gull - Formato: LP                                                                               | —                          | —                          | —                          | —                          | —                          | —                          |
| 1993 | Metal Works '73-'93 - Lançamento: 18 de maio de 1993 - Gravadora: Sony Records - Formato: CD, CS, LP                                     | 37                         | —                          | 50                         | —                          | 40                         | 155                        |
| 1997 | The Best of Judas Priest: Living After Midnight - Lançamento: 3 de fevereiro de 1998 - Gravadora: Columbia Records - Formato: CD, CS, LP | —                          | —                          | —                          | —                          | —                          | —                          |
| 2004 | Metalogy - Lançamento: 11 de maio de 2004 - Gravadora: Columbia Records - Formato: CD, LP                                                | —                          | —                          | —                          | —                          | —                          | —                          |
| 2006 | The Essential Judas Priest - Lançamento: 11 de abril de 2006 - Gravadora: Columbia Records - Formato: CD, CS, LP                         | —                          | 21                         | —                          | 23                         | —                          | —                          |
| 2011 | Single Cuts - Lançamento: 22 de agosto de 2011 - Gravadora: Columbia Records - Formato: CD                                               | —                          | —                          | —                          | —                          | —                          | —                          |
| 2011 | The Chosen Few - Lançamento: 11 de outubro de 2011 - Gravadora: Legacy/Sony - Formato: CD                                                | —                          | —                          | —                          | —                          | —                          | —                          |
| 2012 | The Complete Albums Collection - Lançamento: 12 de junho de 2012 - Gravadora: Legacy/Sony - Formato: CD                                  | —                          | —                          | —                          | —                          | —                          | —                          |

## Vídeos

### VHS/DVD
| Ano  | Detalhes do vídeo                                                                                        | Certificações    |
| ---- | --- | ---------------- |
| 1983 | Judas Priest Live - Gravadora: CMV - Formato: VHS                                                        |                  |
| 1986 | Fuel for Life - Gravadora: Columbia Records - Formato: VHS                                               | : Ouro           |
| 1987 | Priest...Live! - Lançamento: 21 de junho de 2001 - Gravadora: Columbia Records - Formato: VHS            | : Ouro           |
| 1993 | Metal Works '73–'93 - Lançamento: 25 de maio de 1993 - Gravadora: Sony (#49885) - Formato: VHS           |                  |
| 2001 | British Steel - Lançamento: 6 de novembro de 2001 - Gravadora: Eagle Vision (#9002) - Formato: DVD, VHS  |                  |
| 2002 | Live in London - Lançamento: 23 de julho de 2002 - Gravadora: Steamhammer (#7426) - Formato: DVD, VHS    |                  |
| 2003 | Electric Eye - Lançamento: 24 de novembro de 2003 - Gravadora: Sony (#51411) - Formato: DVD              | : Platina : Ouro |
| 2005 | Rising in the East - Lançamento: 8 de novembro de 2005 - Gravadora: Rhino Home Video - Formato: VHS, DVD | : Ouro           |
| 2006 | Live Vengeance '82 - Lançamento: Dezembro de 2006 - Gravadora: Sony - Formato: DVD                       |                  |
| 2010 | British Steel - 30th Anniversary DVD - Lançamento: 10 de maio de 2010 - Gravadora: Sony - Formato: DVD   |                  |
| 2013 | Epitaph - Lançamento: 27 de maio de 2013 - Label: Columbia/Legacy - Formato: Blu-ray and DVD             |                  |

### Videoclipes
| Ano  | Título                            | Diretor                |
| ---- | --------------------------------- | ---------------------- |
| 1980 | "Living After Midnight"           | Julien Temple          |
| 1980 | "Breaking the Law"                | Julien Temple          |
| 1981 | "Don't Go"                        | Julien Temple          |
| 1981 | "Heading Out to the Highway"      | Julien Temple          |
| 1981 | "Hot Rockin'"                     | Julien Temple          |
| 1982 | "You've Got Another Thing Comin'" | Julien Temple          |
| 1984 | "Freewheel Burning"               | Julien Temple          |
| 1984 | "Love Bites"                      | Keith "Keef" MacMillan |
| 1986 | "Turbo Lover"                     | Wayne Isham            |
| 1986 | "Locked In"                       | Wayne Isham            |
| 1988 | "Johnny B. Goode"                 | Wayne Isham            |
| 1990 | "Painkiller"                      | Wayne Isham            |
| 1990 | "A Touch of Evil"                 | Wayne Isham            |
| 1997 | "Burn in Hell"                    |                        |
| 2001 | "Lost and Found"                  | Aubrey Powell          |
| 2005 | "Revolution"                      |                        |
| 2008 | "The Four Horsemen"/"War"         | Tony Luke              |

## Singles
| Ano  | Título                            | Melhor posição nas paradas | Melhor posição nas paradas | Melhor posição nas paradas | Melhor posição nas paradas | Álbum                   |
| Ano  | Título                            | UK                         | CAN                        | US                         | US Main                    | Álbum                   |
| ---- | --------------------------------- | -------------------------- | -------------------------- | -------------------------- | -------------------------- | ----------------------- |
| 1974 | "Rocka Rolla"                     | —                          | —                          | —                          | —                          | Rocka Rolla             |
| 1976 | "The Ripper"                      | —                          | —                          | —                          | —                          | Sad Wings of Destiny    |
| 1977 | "Diamonds & Rust"                 | —                          | —                          | —                          | —                          | Sin After Sin           |
| 1978 | "Better by You, Better Than Me"   | —                          | —                          | —                          | —                          | Stained Class           |
| 1978 | "Evening Star"                    | 53                         | —                          | —                          | —                          | Killing Machine         |
| 1979 | "Take on the World"               | 14                         | —                          | —                          | —                          | Killing Machine         |
| 1979 | "Rock Forever"                    | —                          | —                          | —                          | —                          | Killing Machine         |
| 1980 | "Living After Midnight"           | 12                         | —                          | —                          | —                          | British Steel           |
| 1980 | "Breaking the Law"                | 12                         | —                          | —                          | —                          | British Steel           |
| 1980 | "United"                          | 26                         | —                          | —                          | —                          | British Steel           |
| 1981 | "Don't Go"                        | 51                         | —                          | —                          | —                          | Point of Entry          |
| 1981 | "Heading Out to the Highway"      | —                          | —                          | —                          | 10                         | Point of Entry          |
| 1981 | "Hot Rockin'"                     | 60                         | —                          | —                          | —                          | Point of Entry          |
| 1982 | "You've Got Another Thing Comin'" | 66                         | —                          | 67                         | 4                          | Screaming for Vengeance |
| 1982 | "(Take These) Chains"             | —                          | —                          | —                          | —                          | Screaming for Vengeance |
| 1982 | "Electric Eye"                    | —                          | —                          | —                          | 38                         | Screaming for Vengeance |
| 1983 | "Freewheel Burning"               | 42                         | —                          | —                          | —                          | Defenders of the Faith  |
| 1984 | "Love Bites"                      | —                          | —                          | —                          | —                          | Defenders of the Faith  |
| 1984 | "Some Heads Are Gonna Roll"       | 97                         | —                          | —                          |                            | Defenders of the Faith  |
| 1986 | "Turbo Lover"                     | —                          | 50                         | —                          |                            | Turbo                   |
| 1986 | "Locked In"                       | —                          | —                          | —                          | 25                         | Turbo                   |
| 1986 | "Parental Guidance"               | —                          | —                          | —                          | —                          | Turbo                   |
| 1988 | "Johnny B. Goode"                 | 64                         | —                          | —                          |                            | Ram It Down             |
| 1988 | "Ram It Down/Heavy Metal"         | —                          | —                          | —                          | —                          | Ram It Down             |
| 1988 | "I'm A Rocker"                    | —                          | —                          | —                          | —                          | Ram It Down             |
| 1990 | "Painkiller"                      | 74                         | —                          | —                          | —                          | Painkiller              |
| 1991 | "A Touch of Evil"                 | 58                         | —                          | —                          | 29                         | Painkiller              |
| 1992 | "Night Crawler"                   | 63                         | —                          | —                          | —                          | Painkiller              |
| 1997 | "Burn in Hell"                    | —                          | —                          | —                          | —                          | Jugulator               |
| 2001 | "Machine Man"                     | —                          | —                          | —                          | —                          | Demolition              |
| 2005 | "Revolution"                      | —                          | —                          | —                          | 23                         | Angel of Retribution    |
| 2008 | "War"                             | —                          | —                          | —                          | —                          | Nostradamus             |
| 2014 | "Redeemer of Souls"               | —                          | —                          | —                          | —                          | Redeemer of Souls       |